# SCH-5472
SCH-5472 es una droga estimulante desarrollada por Schering-Plough en la década de 1950.